# Československá basketbalová federace
Prvním řídícím orgánem pro československý basketbal byl Čs. volejbalový a basketbalový svaz, který vznikl v roce 1924. První ročník celorepublikové československé soutěže v basketbalu se hrál v sezóně 1929/30.
18. června 1932 byla v Ženevě založena Mezinárodní basketbalová federace (FIBA). Československo spolu s Argentinou, Řeckem, Itálii, Lotyšskem, Portugalskem, Rumunskem a Švýcarskem bylo jedním z osmi zakládajících členů organizace, která při založení nesla oficiální název Fédération Internationale de Basketball Amateur (FIBA). Po jejím uznání (1935) Mezinárodním olympijským výborem byl mužský basketbal zařazen do oficiálního programu Olympijských her (OH) 1936 v Berlíně. Ženský basketbal byl na OH zařazen až v roce 1976 v Montrealu. Od roku 1992 (Barcelona) se OH účastní i nejlepší hráči americké profesionální ligy (NBA).
V Československu k prvnímu mezinárodnímu utkání v basketbalu došlo v roce 1933, když výběr Československa porazil Itálii 35:22. Mistrovství světa v basketbalu se hraje od roku 1950 (muži) resp. 1953 (ženy), Mistrovství Evropy od roku 1935 (muži) resp. 1938 (ženy).

## Historie

### Období 1921 až 1945
V roce 1924 Čs. volleyballový svaz (ustavený v roce 1923) rozšířil své aktivity o basketball a změnil název na Čs. volleyballový a basketballový svaz (ČVBS) se sídlem v Praze na Národní tř. 14. Prvním předsedou společného svazu byl Josef Antonín First (* 11. 12. 1894, † 8. 5. 1986), vedoucí odboru tělovýchovy YMCA ČSR se sídlem v Praze, po jeho odjezdu do USA v roce 1926 ve funkci předsedy svazu byli František Smotlacha (1926–1936) a Alexander Plecitý (1936–1946). Prvním náčelníkem (řídícím svazové soutěže) byl ředitel sportovního oddělení pražské YMCA František M. Marek, který byl v roce 1932 přítomen ustavení Mezinárodní basketbalové federace (FIBA). Dalším z náčelníků ČVBS byl basketbalový funkcionář Václav Jeřábek (1939–1952 předseda oddílu košíkové Sparty Praha), který se významně podílel jak na založení mezinárodní volejbalové federace FIVB, tak samostatného Československého basketbalového svazu v roce 1946, k tomuto rozdělení na dva samostatné svazy přispěl také tehdejší první předseda samostatného Československého volejbalového svazu Jiří Havel (předseda ČVS 1946–1948).
V době existence samostatného Slovenského státu (1939–1945) basketbalisti a volejbalisti se spojili a vznikl Volejbalový a basketbalový svaz, jehož předsedou byl zvolen Karol Stráňai, náčelníkem pro basketbal se stal Jozef Jedľovský, který spolu s Júliusom Psotkom založil první slovenský sportovní týdeník Stráž vlasti.

### Období 1946 až 1989
V roce 1946 byl založen Československý basketbalový svaz, v témže roce Československá reprezentace získala v Ženevě titul mistrů Evropy v basketbalu mužů. Prvním předsedou svazu se stal František M. Marek (* 20. 7. 1896, † 8. 4. 1961).
Po sjednocení československé tělovýchovy do České obce sokolské (ČOS) bylo vytvořeno v roce 1948 Ústředí pro košíkovou.
V roce 1953 došlo ke změně v organizaci sportu na základě zákona č. 71/1952 Sb. ze 17. 12. 1952 o organizaci tělesné výchovy a sportu (TVS) podle kterého byl zřízen zřízený Státní výbor pro tělovýchovu a sport (SV TVS) a jeho krajské a okresní výbory. Jako nejvyšší orgán basketbalu vznikla Ústřední sekce košíkové SV TVS a byly zřízeny rezortní dobrovolné sportovní organizace (DSO). V roce 1956 bylo rozhodnuto o zrušení SV TVS. Na jaře 1957 se uskutečnil ustavující sjezd organizace Československý svaz tělesné výchovy a sportu (ČSTV), jehož základem byly tělovýchovné jednotky (TJ) a nejvyšším svazovým orgánem se stala Ústřední sekce košíkové při ÚV ČSTV, jejímž sídlem byla budova YMCA v Praze, v ulici Na Poříčí 12. Předsedou ústřední sekce košíkové byl do roku 1961 funkcionář vysokoškolského sportu doc. Augustin Čáp, od června 1961 Oldřich Hradec a od května 1968 Jozef Polák, sekretářem sekce byl Jiří Doskočil. V roce 1961 místopředsedou sekce košíkové byli zvoleni Augustin Čáp a Jozef Polák, trenérskou radu vedl Lubomír Dobrý, další komise vedli: STK (Ing. Stanislav Zahradníček), zdravotní (MUDr. Ladislav Samek), pro výstavbu a materiální zajištění (Vladimír Štěpán), mládeže (Josef Andrle), rozhodčích (Vladimír Novotný), výchovně propagační (Petr Šimek), mezinárodní (dr. Miloslav Kříž), disciplinární (Miroslav Malý), hospodářskou (Ota Vaněk), učebně metodickou (Zbyněk Kubín), organizační (dr. Zdeněk Novák), registrační (Ing. Vladimír Meisner), další dva členové vedení sekce: Antonín Broniš a Eva Dobiášová, (vedoucí redaktorka časopisu Košíková-odbíjená).
V prosinci 1968 byly ustanoveny Český basketbalový svaz (předseda PhDr. Josef Andrle, místopředseda Augustin Žežulka) a Slovenský basketbalový svaz (předseda Ctibor Šturcel, místopředseda Jozef Polák). V září 1969 byla v Nymburce ustavena Československá basketbalová asociace (používala však název Basketbalový svaz ÚV ČSTV) s devítičlenným předsednictvem. Předsedou byl zvolen Oldřich Hradec, místopředsedy oba předsedové národních svazů Ctibor Šturcel a Josef Andrle a dalších šest členů – předsedové komisí: trenérské rady (Ing. Ján Hluchý), rozhodčích (Josef Fleischlinger), STK (Ing. Stanislav Zahradníček), metodické (Gustav Herrmann), hospodářské (Vladimír Novotný), odvolací (Jozef Polák). Ve funkci byl potvrzen generální sekretář Jiří Doskočil. V období 1973–1986 došlo ke změně, předsedou Českého basketbalového svazu a místopředsedou Československé basketbalové federace byl JUDr. Miloslav Kříž.
V období 1983–1988 byl předsedou Basketbalového svazu ÚV ČSTV Jozef Žiška, místopředsedy Ing. Milan Srnánek CSc. († 1986) a od roku 1986 Ing. Jaromír Čermák a Ing. Milan Teplý. Dalšími členy 15členného předsednictva byli předsedové komisí – disciplinární a rozhodčích (Karol Dulni, Lubomír Kotleba), politicko-výchovné (Ing. Jan Kolář CSc), vrcholového sportu (Ing. František Konvička), hospodářské (Ing. Pavel Kraemer), mezinárodní (Luděk Heinz do 1986, Dr. Miloslav Kříž od 1986), organizační (Doc. Ing. Bohumil Kubát CSc.), trenérsko-metodické (Dr. Miroslav Rehák), STK (Ferdinand Strouhal), zdravotní (MUDr. Vladimír Vrba), kontrolní a revizní (Ing. Štefan Potrok) a dále ústřední trenér (Libor Dvořák do 1984, Pavel Petera od 1984). Sekretářem svazu byl Luděk Heinz.
Basketbalový svaz ÚV ČSTV 1.10.1988 uskutečnil celostátní konferenci ve Slovanském domě v Praze, na níž byl zvolen 35členný výbor basketbalového svazu ÚV ČSTV a 13členné předsednictvo – novým předsedou byl zvolen Ing. František Konvička,, ve funkci místopředsedy pokračovali Ing. Jaromír Čermák a Ing. Milan Teplý, z předcházejícího předsednictva (1983–1988) již nekandidovalo pět členů (Žiška, Kříž, Kubát, Rehák, Petera) a nově byli zvoleni PhDr. Jan Karger, JUDr. Richard Kaválek a doc. Dr. Ivan Trnovský.

### Období 1990 až 1993
Zaregistrováním stanov dne 25. 7. 1990 vzniklo občanské sdružení Česká a Slovenská basketbalová federace (ČSBF), IČ: 00564176, které převzalo činnost Basketbalového svazu ÚV ČSTV. Předsedou ČSBF byl Ing. Jiří Zedníček, místopředsedy oba předsedové národních svazů (doc. PhDr. Jan Karger a Ing. Ján Hluchý, členy výboru byly předsedové sekcí československé 1. ligy mužů (Pavel Majerík) a žen (Jozef Hodál) a generálním sekretářem Ing. Miloš Pražák. Řízení 1. československé basketbalové ligy v obou kategoriích (muži, ženy) zajišťovala Asociace ligových oddílů, která měla čtyřčlenné vedení a dvě sekce – muži: Ing. Pavel Majerík (předseda sekce) a Jozef Juhás, ženy: Jozef Hodál (předseda sekce) a Jaroslav Šíp.
S ohledem na rozdělení Československa od 1. 1. 1993 na dva samostatná státy, tak ročník československé basketbalové ligy 1992/93 byl ukončen v lednu 1993 po základní části soutěže a již nebylo hráno play-off. Kluby československé ligy byly zařazeny do dvou samostatných nejvyšších národních soutěží – Česká basketbalová liga (Česká republika) a Extraliga muži (Slovenská republika). Činnost ČSBF byla ukončena v roce 1993.
Dne 7.11.1992 bylo zaregistrováno občanské sdružení Česká basketbalová federace a dne 8.1.1993 byla ustanovena Asociace ligových klubů (ALK) a to českými 7 kluby mužů a 6 kluby žen z 1. československé basketbalové ligy. Ustavující valná hromada přijala statut ALK a byli zvolení funkcionáři ALK – guvernér Ing. Miloš Pražák, vedoucí sekce ligy mužů Ing. Pavel Majerík a vedoucí sekce ligy žen Jaroslav Šíp. Další valná hromada ligových klubů zvolila zbývající dva členy Exekutivy ALK (Ing. Bohumil Malčík, Michael Kruk). Na valné hromadě v prosinci 1993 se Ing. Miloš Pražák vzdal funkce guvernéra a do této funkce byl zvolen Ing. Jaroslav Křivý.